# Mazzoll & Arhythmic Perfection
Mazzoll & Arhythmic Perfection – zespół jazzowy, założony na początku lat 90. przez Jerzego Mazzolla. W pierwszym składzie grupy obok klarnecisty Mazzolla byli Janusz Zdunek na trąbce, Sławomir Janicki na kontrabasie, Jacek Majewski – instrumenty perkusyjne, i Tomasz Gwinciński na perkusji.
W swoim pierwotnym składzie nagrał trzy płyty: debiutancką a z 1995 roku, Out Out to Lunch z 1996 i nagraną przy gościnnym udziale Kazika Staszewskiego Rozmowy s catem, brał także udział w nagrywaniu niektórych albumów Kazika Staszewskiego.